# The Sins of Thy Beloved
I The Sins of Thy Beloved sono stati una band gothic metal norvegese.

## Storia
La band fu formata nel novembre 1996 a Bryne, in Norvegia, da Glenn Morten Nordbø (chitarra, voce), Arild Christensen (chitarra, voce) e Stig Johansen (batteria). Inizialmente i tre secelsero il nome Purgatory, poi decidono di cambiare il nome con qualcosa di meno comune. Anita Auglend (voce) e Ola Aarrestad (basso) si unirono presto al gruppo, poi raggiunti da Anders Thue e Ingfrid Stensland (tastiere, pianoforte): insieme registrarono il demo Demo '97  e l'EP All Alone. Pete Johansen suonava il violino già nel demo, ma entrò a far parte del gruppo solo per la registrazione del primo album Lake of Sorrow (1998).
Dopo un periodo di concerti in Europa, la band pubblicò nel 2000 Perpetual Desolation, il secondo album.
Anita Auglend, Anders Thue e Ingfrid Stensland lasciarono il gruppo nel 2001, stanchi di viaggiare in tour. Dal tour viene registrato un live su CD e VHS. Il gruppo non pubblicò altri lavori dalla partenza dei tre membri, e nonostante una ripresa di attività nel 2005, si sciolsero nel 2013. Pete Johansen suonò in seguito in alcuni album dei Tristania.

## Stile
Lo stile dei The Sins of Thy Beloved è paragonato a quello di altre band come Tristania e Theatre of Tragedy, presentando una voce soprano femminile abbinata ad una voce death maschile. Sono riconoscibili venature death metal e doom metal, aumentate dall'uso prominente dei violini: soprattutto nell'album Lake of Sorrow si notano queste caratteristiche. Le esibizioni dal vivo offrivano un suono più vicino al death metal tradizionale, mentre negli album in studio presentavano più arrangiamenti ed effetti.

## Discografia
Album in studio
- 1998 - Lake of Sorrow
- 2000 - Perpetual Desolation

Demo
- 1997 - Demo '97

EP
- 1997 - All Alone

Live
- 2001 - Live
- 2001 - Perpetual Desolation Live (VHS)

## Componenti
- Glenn Morten Nordbø (chitarra, voce; 1996-2013)
- Arild Christensen (chitarra, voce; 1996-2013)
- Ola Aarrestad (basso;1996-2013)
- Stig Johansen (batteria; 1996-2013)
- Mona Wallin (voce; 2005-2013)
- Maiken Olaisen (tastiere; 2005-2013)
- Anita Auglend (voce; 1996-2001)
- Anders Thue (tastiere, pianoforte; 1997-2001)
- Ingfrid Stensland (tastiere, pianoforte; 1997-2001)
- Pete Johansen (violino; 1998-2001)